# Волковойна
Волковойна (рос. Волковойна) — присілок в Калязінському районі Тверської області Російської Федерації.
Населення становить 32 особи. Входить до складу муніципального утворення Нерльське сільське поселення.

## Історія
Від 2005 року входило до складу муніципального утворення Нерльське сільське поселення.

## Населення
| 1859 | 1888 | 2002 | 2010 |
| ---- | ---- | ---- | ---- |
| 423  | ↗494 | ↘41  | ↘32  |